# 2011 MM4
2011 MM4, chỉ định tạm thời 2011 MM4, là một centaur khá lớn và damocloid ngược từ Hệ Mặt Trời bên ngoài, khoảng 64 km (40 dặm) đường kính. Nó được phát hiện vào ngày 24 tháng 6 năm 2011 bởi các nhà thiên văn học với Pan-STARRS 1 tại Haleakala ở Hawaii. 2011 MM4 quay quanh Mặt trời ở khoảng cách 11,1.3131 AU cứ sau 97 năm và 2 tháng (35,473 ngày; trục bán chính là 21,13 AU). Quỹ đạo của nó có độ lệch tâm 0,47 và độ nghiêng 100 ° so với đường hoàng đạo. Vòng cung quan sát của vật thể bắt đầu tại Pan-STARRS vào tháng 6 năm 2010. Hành tinh nhỏ này chưa có số. Theo khảo sát của các centaur và các vật thể phân tán trên đĩa được thực hiện bởi nhiệm vụ NEOWISE của Nhà khảo sát hồng ngoại trường rộng của NASA, 2011 MM4 có đường kính 64 km và bề mặt của nó có suất phản chiếu 0,083, khiến nó quá nhỏ để được coi là một ứng cử viên hành tinh lùn.